# Смілка яйлинська
Смі́лка я́йлинська (Silene jailensis) — вид рослин з родини гвоздикових; ендемік Криму, Україна.

## Опис
Напівкущик 10–20 см заввишки. Листки на безплідних пагонах шилоподібні, колючі, стеблові листки лінійні, 20–40 мм завдовжки. Квітки білі. Плід — яйцеподібна жовта коробочка.
Цвіте в червні — липні, плодоносить у липні — вересні.

## Поширення
Ендемік Криму, Україна.
В Україні вид зростає на кам'янистих вапнякових схилах — у Криму, дуже рідко (Гурзуфська яйла).

## Загрози й охорона
Загрозами є катастрофічно низький рівень насіннєвого розмноження і знищення рослин альпіністами перед змаганнями.
Занесений до Червоної книги Україні в статусі «Вразливий». Охороняється в Кримському ПЗ й заказнику місцевого значення «Парагільмен».